# Фолклендська течія
39°31′00″ пд. ш. 55°42′00″ зх. д. / 39.51667° пд. ш. 55.7° зх. д.
Фолклендська течія або Мальвінська течія — холодна поверхнева океанічна течія в південно-західній частині Атлантичного океану, є гілкою течії Західних вітрів, відділяється після огинання мису Горн. Протікає в північному напрямку вздовж південно-східних берегів Південної Америки — від Фолклендських островів до затоки Ла-Плата, де зустрічається з теплою Бразильською течією. Швидкість становить 0,4-1 м/с.
Середня температура води взимку складає від 4 до 10° С, в літній період — від 8 до 15 °С. Має відносно низьку солоність — середнє значення 33,5 ‰. Несе велику кількість айсбергів, які з'являються в морі Ведделла Південного океану і доходять до 35° пн. ш.